# Саково (Кашинский район)
Саково — опустевшая деревня в Кашинском городском округе Тверской области.

## География
Находится в юго-восточной части Тверской области на расстоянии приблизительно 8 км на север-северо-восток по прямой от города Кашин.

## История
Деревня была показана еще на карте Менде (состояние местности на 1848 год). В 1859 году здесь (деревня Кашинского уезда) было учтено 30 дворов. До 2018 года входила в состав ныне упразднённого Фарафоновского сельского поселения.

## Население
Численность населения: 172 человек (1859 год), 0 как в 2002 году, так и в 2010.